# Cumminsiella santa
Cumminsiella santa är en svampart som beskrevs av J.W. McCain & J.F. Hennen 1982. Cumminsiella santa ingår i släktet Cumminsiella och familjen Pucciniaceae.   Inga underarter finns listade i Catalogue of Life.